# Церква Пресвятої Тройці (Заболотівка)

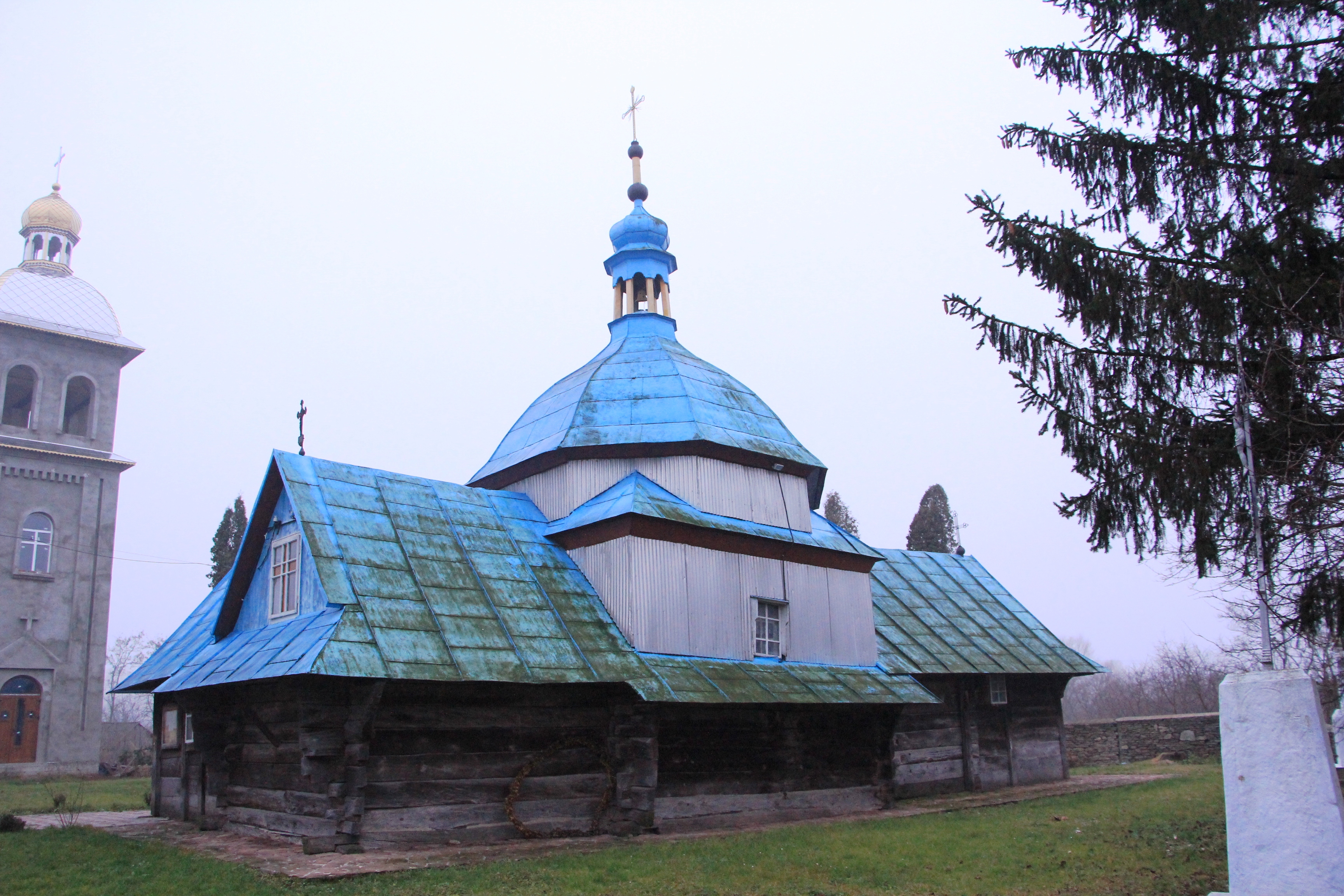
Дерев'яна (стара) церква

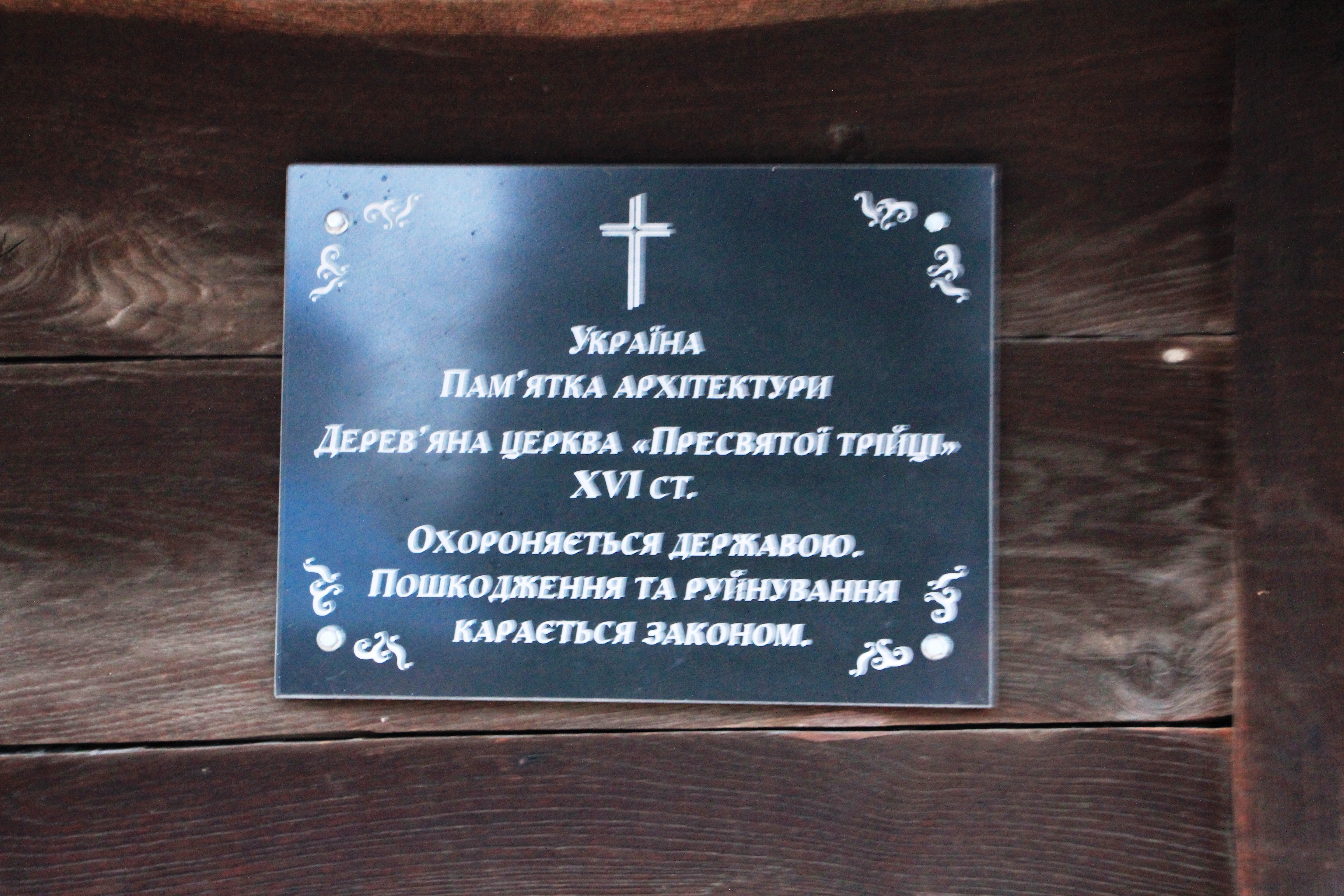
Охоронна табличка на дерев'яній церкві

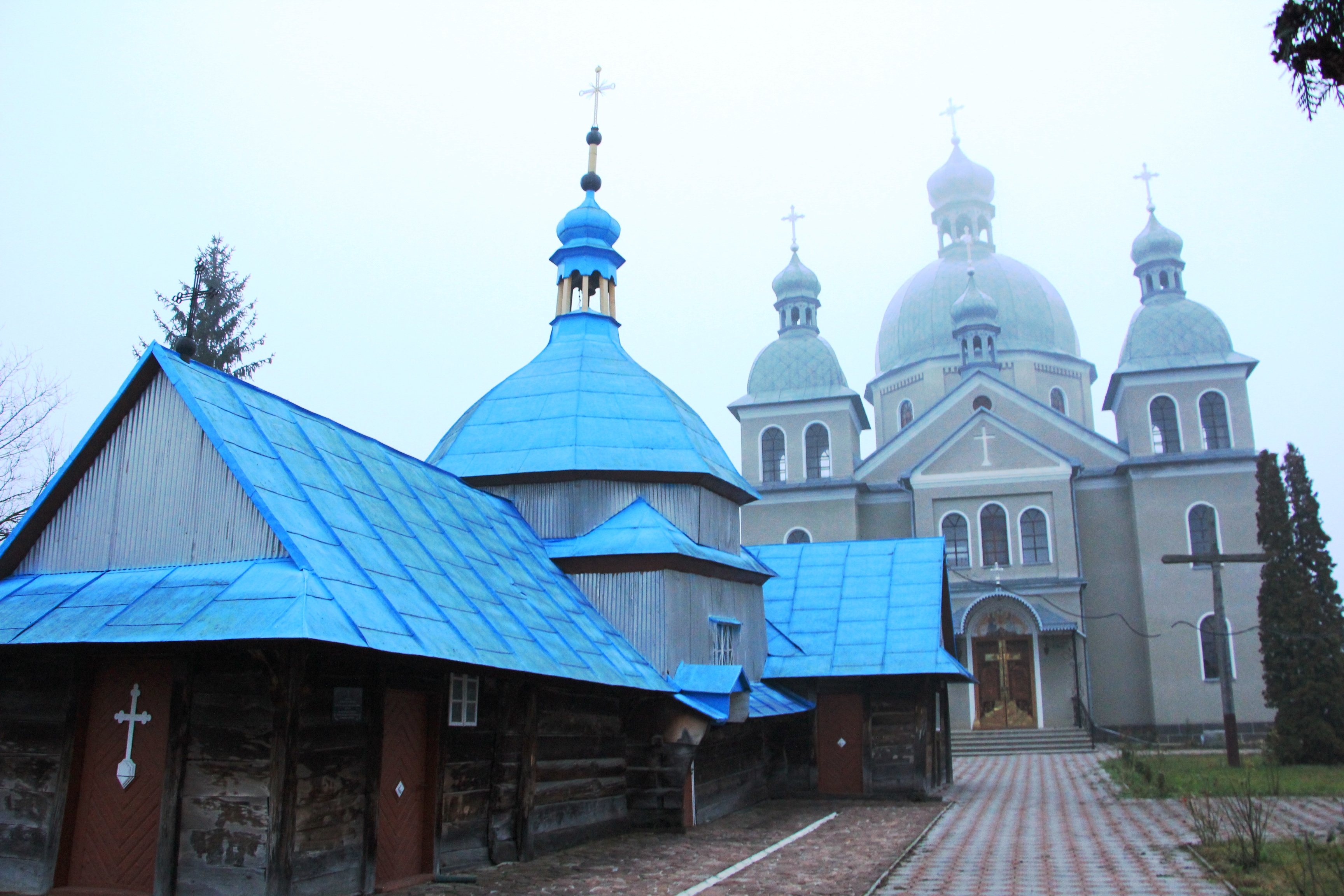
Старий та новий храми

Церква Пресвятої Тройці в Заболотівці — парафія і храм греко-католицької громади Улашківського деканату Бучацької єпархії Української греко-католицької церкви в селі Заболотівка Чортківського району Тернопільської области.
Дерев'яна церква оголошена пам'яткою архітектури місцевого значення (охоронний номер 1758).

## Історія
У Заболотівці є дві церкви, які є дочірніми до парафії Собору Пресвятої Богородиці в Улашківцях. Перша згадка про старовинний дерев'яний храм датується 1584 роком, а нову, муровану церкву, освятили у 1998 році.
Дерев'яна церква, збудована між 1584 і 1634 роками, є пам'яткою архітектури. Вона зберегла свій іконостас, на якому вказано, що його реставрували в 1890 році. До 1946 року парафія належала до УГКЦ.
У період з 1946 по 1990 рік храм був закритий владою, але віряни таємно проводили там молебні. З 1990 року парафія і церква знову повернулися в лоно УГКЦ.
Наріжний камінь для нового кам'яного храму був закладений і освячений у 1990 році. Ця подія відбулася за понтифікату слуги Божого Івана Павла II, Верховного архієпископа Мирослава Івана Любачівського, єпарха Івано-Франківського Софрона Дмитерка, ЧСВВ, та пароха о. Йосифа Смішка.
Освячення нового храму відбулося в червні 1998 року за єпарха Тернопільського Кир Михаїла Сабриги, ЧНІ, та при опорядкуванні о. Ігоря-Івана Лесюка. Розпис церкви було завершено й освячено в грудні 2006 року за понтифікату Папи Венедикта XVI, патріарха Любомира Гузара, єпарха Бучацького Кир Іринея Білика, ЧСВВ, та пароха о. Ігоря-Івана Лесюка.
При парафії діють братства «Жива вервиця» та «Вівтарна дружина».

## Парохи
- о. Йосип Смішко (1990—1992)
- о. Роман Добрянський (1992—1994)
- о. Ігор-Іван Лесюк (від 1994)